# Sérgio Ninguém

## Sérgio Ninguém
Sérgio Ninguém, pseudónimo de Sérgio Teixeira, (Pedrouços/Maia, Portugal, 1976). É um poeta, editor, tradutor, tem colaboração dispersa em várias revistas literárias portuguesas. Dirige a pequena editora Eufeme. Mantém o blogue Trace of Poetry.
Em 2016, criou o magazine de poesia Eufeme, sendo o número 0 (zero) o primeiro número que contou com a presença dos poetas: Ana Barbeiro; Amadeu Baptista; A.DaSilva.O.; João Esteves; Jorge Velhote; Luís Quintais; Sara F. Costa; Sérgio Ninguém, Vítor Sousa e Rui Tinoco.